# Classe de personagem

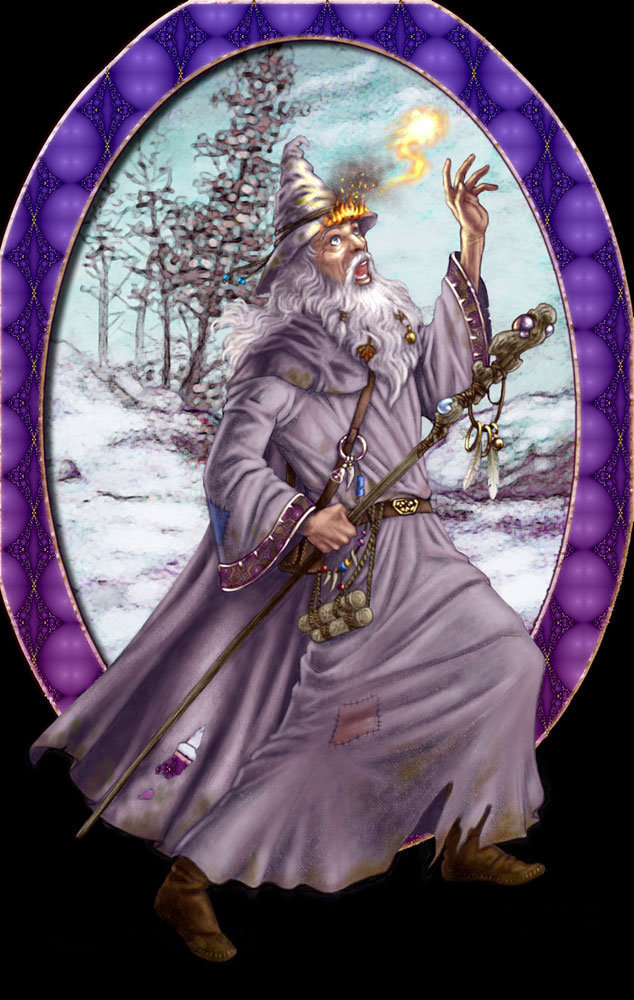
O Mago, está presente em quase todos os jogos.

Nos role-playing games (RPGs), um método comum de arbitrar as capacidades de diferentes personagens do jogo é atribuir a cada um a uma classe de personagem. Uma classe de  personagem agrega várias habilidades e aptidões, e pode também detalhar aspectos de fundo e posição social, ou impor restrições de comportamento. As classes podem ser considerados para representar arquétipos, ou carreiras específicas. Sistemas de RPG que empregam classes de personagens muitas vezes subdivem em níveis de realização, a serem atingidos por jogadores durante o curso do jogo. É comum que um personagem permanecer na mesma classe durante toda a vida; embora haja alguns jogos que permitem que um personagem possa mudar de classe, ou obter múltiplas classes. Alguns sistemas evitam o uso de classes e níveis inteiramente; outros hibridizam-nos com sistemas baseados em habilidade ou imitam com modelos de personagens.
Dungeons & Dragons (D&D), o primeiro jogo de RPG, introduziu o uso de classes, e muitos jogos subsequentes adotaram variações da mesma ideia. Esses jogos às vezes são chamados de sistemas baseados em classe. Além dos RPGs de mesa, as classes de personagens são encontradas em vários RPGs eletrônicos e live action RPGs. Muitos dos RPGs mais populares, como o sistema d20 e os jogos da White Wolf, ainda usam classes de personagens de uma maneira ou de outra. A maioria dos jogos oferecem formas adicionais de diferenciar os personagens de forma sistemática, como raça, habilidades ou afiliações.

## Classe de prestígio
Em Dungeons & Dragons, classes de prestígio  são classes de personagens que oferecem habilidades especiais únicas, uma vez que atendem a requisitos rigorosos.